# Blaze of Glory (singel)
Blaze of Glory – singel Jona Bon Jovi, który osiągnął pierwsze miejsce na listach przebojów Billboard Hot 100 oraz Mainstream Rock Songs w 1990 roku. Jest to jedyny numer na liście przebojów Jona bez zespołu Bon Jovi. Utwór również uzyskał pierwsze miejsce na liście Billboard Album Rock Tracks. "Blaze of Glory"  plasowało się na szczycie ARIA Music w Australii przez całe 6 tygodni i osiągnęło 13. pozycję notowania UK Singles Chart.

## Historia
Piosenka była rzekomo nagrana przez Jona Bon Jovi, ponieważ Emilio Estevez chciał wykorzystać piosenkę Bon Jovi "Wanted Dead or Alive" do filmu "Młode strzelby II", ale Bon Jovi uważał, że słowa piosenki o ciągłym byciu w trasie, nie pasował tematyką do filmu typu Western. Niemniej jednak, oferta Emilio Esteveza zainspirowała Jona do napisania "Blaze of Glory" z tekstem bardziej pasującym do tematyki filmu.
Piosenka posiada teledysk i pozostaje ulubionym utworem fanów zespołu Bon Jovi, pomimo że nie została wydana jako singiel zespołu tylko przez samego Jona. Utwór jest również godny uwagi ze względu na grę Jeffa Becka na gitarze.
Pierwszy raz "Blaze of Glory" pojawiło się w filmie "Młode Strzelby II" dla którego zostało oryginalnie nagrane. Później pojawiło się jako tytułowe nagranie na solowym albumie Jona Bon Jovi. Następnie na albumie Cross Road zespołu. Pojawiło się również na płycie DVD Live From London i na albumie zespołu z ich największymi hitami w 2010 roku.
Piosenkę "Blaze of Glory" zaśpiewali Phil Stacey w Amerykańskim Idolu w 2007 roku i Caitlyn Shadbolt w Australijskim X-Factor w 2014 roku.
W październiku 2005 roku, "Blaze of Glory" zostało wybrane jako Najlepsza Piosenka Do Jazdy Konno w Zwolnionym Tempie przez Blender Magazine.
Piosenka pojawiła się w serialu Chuck w finałowym odcinku trzeciego sezonu.
"Blaze of Glory" zostało wykonana przez Altiyan Childs, zwycięzcę australijskiego X-Factor w 2010 r.
Utwór pojawił się również w serialu "U nas w Filadelfii".
Słowa piosenki występują także w grze "Silent Hill 2" na odwrocie listu napisanego przez Jamesa Sunderlanda zmarłej żony Mary.